# Andrea Henkel
Pour les articles homonymes, voir Henkel (homonymie).
Andrea Henkel, née le 10 décembre 1977 à Ilmenau, est une biathlète allemande. Elle fait partie des rares biathlètes à avoir inscrit à son palmarès l'or olympique, l'or mondial et le classement général de la Coupe du monde. 

## Biographie
Andrea Henkelest la sœur de la fondeuse Manuela Henkel et la compagne du biathlète américain Tim Burke.
Elle a commencé à pratiquer le biathlon de compétition en 1989, à l'âge de douze ans. Depuis 1999, l'année de sa première épreuve dans la Coupe du monde et sélection aux Championnats du monde, elle est devenue un membre permanent de l'équipe allemande. Dans la même année, elle a remporté ses premières victoires en Coupe du monde, un relais à Oberhof et, au niveau individuel, une mass-start à Osrblie / Pokljuka.
Lors des Jeux Olympiques d'hiver à Salt Lake City en 2002, pour sa première participation aux Jeux olympiques, Andrea Henkel a remporté deux médailles d'or, à l'Individuel et dans le relais (23e au sprint, 13e sur la poursuite). Quatre ans plus tard, à Turin en 2006, elle a terminé 4e de l'individuel puis 13e de la mass-start (départ en masse) et a remporté la médaille d'argent dans le relais.
En 2006-2007, elle a dominé le classement général de la Coupe du Monde devant sa compatriote Kati Wilhelm et la Suédoise Anna Carin Olofsson, la victoire du globe de cristal se faisant lors de la dernière course de la saison. Malgré un total de points marqués sur toutes les courses moins important que ses deux adversaires, Henkel obtient la première place à la faveur de la règle qui stipule que le classement est établi sur les vingt-quatre meilleurs résultats. Elle ramène également à la maison le petit globe de cristal de l'individuel.
Dans la saison 2007-2008, elle ne réussit pas à défendre son globe de la Coupe du monde, ayant terminé troisième au classement, mais lors des Championnats du monde à Östersund, elle remporte trois médailles d'or (sprint, poursuite et relais). Henkel enrichit son palmarès lors des Mondiaux de l'année suivante, à Pyeongchang, avec une médaille d'argent et une de bronze dans les deux relais.
Aux Jeux olympiques d'hiver de Vancouver 2010, elle obtient la médaille de bronze dans le relais et se classe 27e dans le sprint, 6e à l'individuel, 10e de la poursuite et 9e à la mass start. Lors de la saison suivante, 2010-2011, elle se retrouve de nouveau à lutter pour le classement général de la Coupe du monde, terminant en deuxième place, alors qu'aux Championnats du monde à Khanty-Mansiïsk elle remporte à nouveau l'or dans le relais, et fait ensuite de même aux Championnats du monde de Ruhpolding en 2012 dans lequel elle remporte également le bronze dans le relais mixte.
En 2013, à l'occasion des Championnats du Monde à Nove Mesto na Moravě, elle glane de nouveau une médaille individuelle (l'argent à l'individuel) et finit la saison à la troisième place de la Coupe du monde. Après avoir ajouté une 22e victoire individuelle à son palmarès lors de la poursuite d'Antholz, localité où elle cumule le plus de succès (six), elle participe à ses derniers Jeux olympiques à Sotchi, obtenant les résultats suivants : 22e dans le sprint, 29e en poursuite, 17e au départ de masse et 11e dans le relais. Durant l'hiver, elle annonce son retrait de la scène sportive à l'issue de cette saison.

## Palmarès

### Jeux olympiques
| Édition / Épreuve   | Individuel                     | Sprint | Poursuite | Mass start                       | Relais                              | Relais mixte                     |
| ------------------- | ------------------------------ | ------ | --------- | -------------------------------- | ----------------------------------- | -------------------------------- |
| Salt Lake City 2002 | Médaille d'or, Jeux olympiques | 25e    | 13e       | Épreuve inexistante à cette date | Médaille d'or, Jeux olympiques      | Épreuve inexistante à cette date |
| Turin 2006          | 4e                             | —      | —         | 13e                              | Médaille d'argent, Jeux olympiques  | Épreuve inexistante à cette date |
| Vancouver 2010      | 6e                             | 27e    | 10e       | 9e                               | Médaille de bronze, Jeux olympiques | Épreuve inexistante à cette date |
| Sotchi 2014         | —                              | 22e    | 29e       | 18e                              | 11e                                 | —                                |

Légende :
- : première place, médaille d'or
- : deuxième place, médaille d'argent
- : troisième place, médaille de bronze
- — : Non disputée par Henkel
- : pas d'épreuve

### Championnats du monde
| Édition / Épreuve       | Individuel               | Sprint                | Poursuite             | Mass start           | Relais                   | Relais mixte                     |
| ----------------------- | ------------------------ | --------------------- | --------------------- | -------------------- | ------------------------ | -------------------------------- |
| Kontiolahti / Oslo 1999 | 26e                      | 12e                   | 18e                   | 20e                  | —                        | Épreuve inexistante à cette date |
| Oslo 2000               | 40e                      | 8e                    | 5e                    | 16e                  | Médaille d'argent, monde | Épreuve inexistante à cette date |
| Pokljuka 2001           | 9e                       | 11e                   | 5e                    | —                    | Médaille d'argent, monde | Épreuve inexistante à cette date |
| Oslo 2002               | J.O de Salt Lake City    | J.O de Salt Lake City | J.O de Salt Lake City | 21e                  | J.O                      | Épreuve inexistante à cette date |
| Khanty-Mansiïsk 2003    | 16e                      | —                     | —                     | —                    | —                        | Épreuve inexistante à cette date |
| Oberhof 2004            | 26e                      | —                     | —                     | —                    | —                        | Épreuve inexistante à cette date |
| Hochfilzen 2005         | Médaille d'or, monde     | —                     | —                     | 7e                   | Médaille d'argent, monde | 17e                              |
| Pokljuka 2006           | J.O de Turin             | J.O de Turin          | J.O de Turin          | J.O de Turin         | J.O de Turin             | 10e                              |
| Antholz 2007            | 6e                       | 23e                   | 10e                   | Médaille d'or, monde | Médaille d'or, monde     | —                                |
| Östersund 2008          | 22e                      | Médaille d'or, monde  | Médaille d'or, monde  | 22e                  | Médaille d'or, monde     | —                                |
| Pyeongchang 2009        | 10e                      | 6e                    | DSQ                   | 5e                   | Médaille d'argent, monde | Médaille de bronze, monde        |
| Khanty-Mansiïsk 2011    | 46e                      | 20e                   | 4e                    | 13e                  | Médaille d'or, monde     | Médaille d'argent, monde         |
| Ruhpolding 2012         | 20e                      | 34e                   | 11e                   | 12e                  | Médaille d'or, monde     | Médaille de bronze, monde        |
| Nové Město 2013         | Médaille d'argent, monde | 33e                   | 6e                    | 13e                  | 5e                       | 13e                              |

Légende :
- DSQ : disqualifiée

### Coupe du monde
- 1 gros globe de cristal :
  - Vainqueur du classement général en 2007.
- 1 petit globe de cristal :
  - Vainqueur du classement de l'individuel en 2007.

#### Classements en Coupe du monde
| Saison    | Classement général final | Individuel | Sprint | Poursuite | Mass start |
| 1998-1999 | 14e                      | 25e        | 14e    | 17e       | 20e        |
| 1999-2000 | 5e                       | 11e        | 6e     | 4e        | 5e         |
| 2000-2001 | 5e                       | 4e         | 10e    | 5e        | 18e        |
| 2001-2002 | 13e                      | 4e         | 17e    | 15e       | 14e        |
| 2002-2003 | 17e                      | 19e        | 15e    | 14e       | 19e        |
| 2003-2004 | 29e                      | 41e        | 29e    | 19e       | 29e        |
| 2004-2005 | 14e                      | 15e        | 18e    | 12e       | 7e         |
| 2005-2006 | 7e                       | 12e        | 14e    | 8e        | 7e         |
| 2006-2007 | 1re                      | 1re        | 3e     | 3e        | 19e        |
| 2007-2008 | 3e                       | 14e        | 4e     | 2e        | 6e         |
| 2008-2009 | 5e                       | 9e         | 6e     | 4e        | 5e         |
| 2009-2010 | 4e                       | 2e         | 11e    | 5e        | 3e         |
| 2010-2011 | 2e                       | 8e         | 4e     | 2e        | 4e         |
| 2011-2012 | 8e                       | 14e        | 9e     | 7e        | 4e         |
| 2012-2013 | 3e                       | 2e         | 7e     | 2e        | 12e        |
| 2013-2014 | 10e                      | 11e        | 11e    | 8e        | 6e         |

#### Podiums
- 59 podiums individuels : 22 victoires, 20 deuxièmes places et 17 troisièmes places.

| Résultat  | Individuel | Sprint | Poursuite | Départ en masse | Total |
| --------- | ---------- | ------ | --------- | --------------- | ----- |
| 1re place | 4          | 5      | 8         | 5               | 22    |
| 2e place  | 4          | 9      | 4         | 3               | 20    |
| 3e place  | 2          | 6      | 7         | 2               | 17    |

Elle a également 43 podiums en relais dont 21 victoires, 18 deuxièmes places et 5 troisièmes places.
| Résultat  | Relais | Relais mixte | Total |
| --------- | ------ | ------------ | ----- |
| 1re place | 21     | 0            | 21    |
| 2e place  | 17     | 1            | 18    |
| 3e place  | 3      | 2            | 5     |

| Résultat  | Nombre |
| --------- | ------ |
| 1re place | 43     |
| 2e place  | 38     |
| 3e place  | 22     |

#### Détail des victoires individuelles
| Saison / Épreuve | Individuel               | Sprint                       | Poursuite                                  | Mass start                       | Total |
| 1999-2000        |                          |                              | Antholz-Anterselva                         | Pokljuka                         | 2     |
| 2001-2002        | Salt Lake City (J.O)     |                              |                                            |                                  | 1     |
| 2004-2005        | Hochfilzen (Ch du monde) |                              |                                            |                                  | 1     |
| 2006-2007        | Hochfilzen Lahti         | Hochfilzen Oslo-Holmenkollen | Hochfilzen                                 | Antholz-Anterselva (Ch du monde) | 6     |
| 2007-2008        |                          | Östersund (Ch du monde)      | Antholz-Anterselva Östersund (Ch du monde) | Antholz-Anterselva               | 4     |
| 2008-2009        |                          | Oberhof                      | Trondheim                                  |                                  | 2     |
| 2009-2010        |                          |                              | Antholz-Anterselva                         | Oberhof                          | 2     |
| 2010-2011        |                          | Fort Kent                    | Fort Kent                                  |                                  | 2     |
| 2011-2012        |                          |                              |                                            | Oslo-Holmenkollen                | 1     |
| 2013-2014        |                          |                              | Antholz-Anterselva                         |                                  | 1     |
| Total            | 4                        | 5                            | 8                                          | 5                                | 22    |

### Championnats du monde junior
- Andermatt 1995 : médaille d'argent du relais, médaille de bronze du sprint.
- Kontiolahti 1996 : médaille d'or de l'individuel, par équipes et en relais.
- Forni Avoltri 1997 : médaille d'or du sprint, médaille d'argent du relais et médaille de bronze par équipes.

## Distinctions
Elle a reçu la Médaille Holmenkollen en 2011.